# Gabe Evans
Timothy Gabriel Joseph "Gabe" Evans, född 28 juli 1986 i Aurora i Colorado, är en amerikansk politiker (republikan). Han är ledamot av USA:s representanthus sedan 2025.
I kongressvalet 2024 besegrade Evans sittande kongressledamoten Yadira Caraveo med 49,0 procent av rösterna mot 48,2 för demokraten Caraveo. Chris Baum som kandiderade för Approval Voting Party fick 1,7 procent och Susan Hall som kandiderade för Unity Party of America fick 1,1 procent av rösterna.